# Teraivävare
Teraivävare (Ploceus megarhynchus) är en hotad asiatisk fågel i familjen vävare inom ordningen tättingar.

## Kännetecken

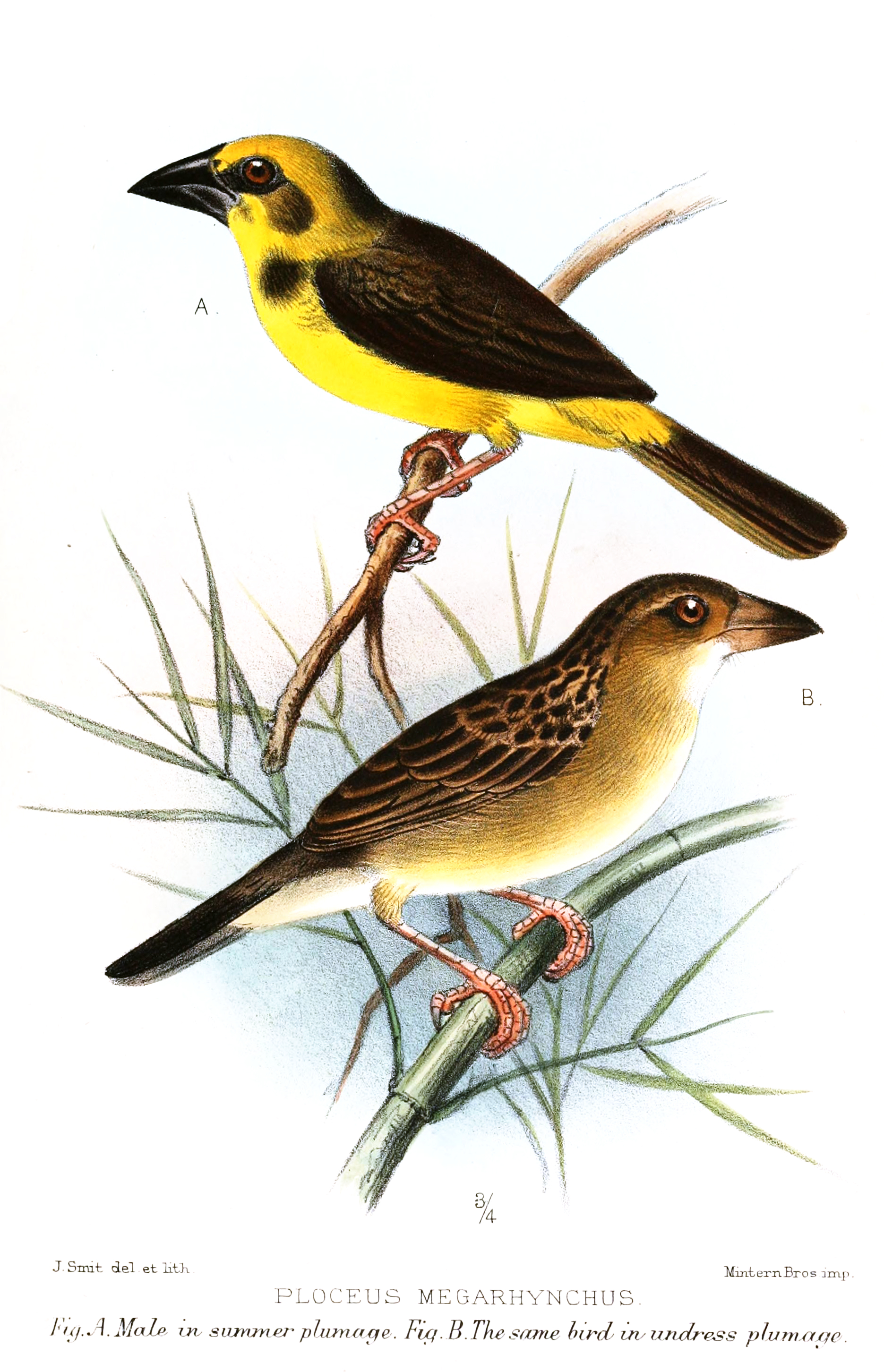

Teraivävaren är en relativt stor vävare, 17 centimeter lång, med gul övergump, huvud och undersida med mörka örontäckare. Mantel, rygg och skapularer är kraftigt streckade. Honan är dovare i färgerna, framför allt på krona och nacke. Hona och hane utanför häckningstid av bayavävare är mindre med kortare, smalare näbb och saknar mörk bröstteckning.

## Utbredning och systematik
Teraivävare är endemisk för terai på norra Indiska halvön. Den delas in i två underarter med följande utbredning:
- Ploceus megarhynchus megarhynchus – förekommer vid foten av södra Himalaya (Delhi och Uttar Pradesh till allra västligaste Nepal)
- Ploceus megarhynchussalimalii – förekommer i låg bergsterräng i nordöstra Indien (östra Nepal till Assam)

## Ekologi
Teraivävaren återfinns i gräsmarker med spridda träd, framför allt i säsongsmässigt översvämmade områden, men även i risfält. Den ses upp till 1300 meter över havet. Fågeln livnär sig huvudsakligen av frön, bland annat hampa och ris. Den intar också insekter. Den födosöker i gräs och risfält bredvid bayavävare (Ploceus philippinus) och bengalvävare (Ploceus benghalensis).
Fågeln häckar maj till augusti i Indien, i maj i Nepal. Den har ett polygynt häckningssystem, med upp till fyra honor på varje hane. Den häckar kolonivis, ibland i närhetetn av andra vävararter. Boet är bolliknande utan ingångstunnel men ofta med ett litet tak över entrén. Det placeras mellan nio och 20 meter över mark i ett träd, stött av en gren (inte hängande från en gren). Vissa kolonier förekommer i samma träd som svart drongo (Dicrurus macrocercus) som hjälper teraivävaren att försvara bona mot rovfåglar och kråkfåglar. Fågeln lägger två till fyra vita ägg som enbart ruvas av honan i 14-15 dagar.

## Status och hot
Teraivävaren har alltid förekommit väldigt lokalt och försvinnandet av ett stort antal kolonier de senaste decennierna indikerar att den minskar. Den globala populationen är för närvarande satt till färre än 1000 vuxna individer. IUCN kategoriserar arten som starkt hotad.

## Namn
Det vetenskapliga artnamnet megarhynchus betyder "stornäbbad", av grekiskans μεγαλη (megalē) "stor" eller lång" och ῥυγχος (rhunkhos) "näbb". Fågeln har på svenska även kallats himalayavävare.